# Aldo Brovarone

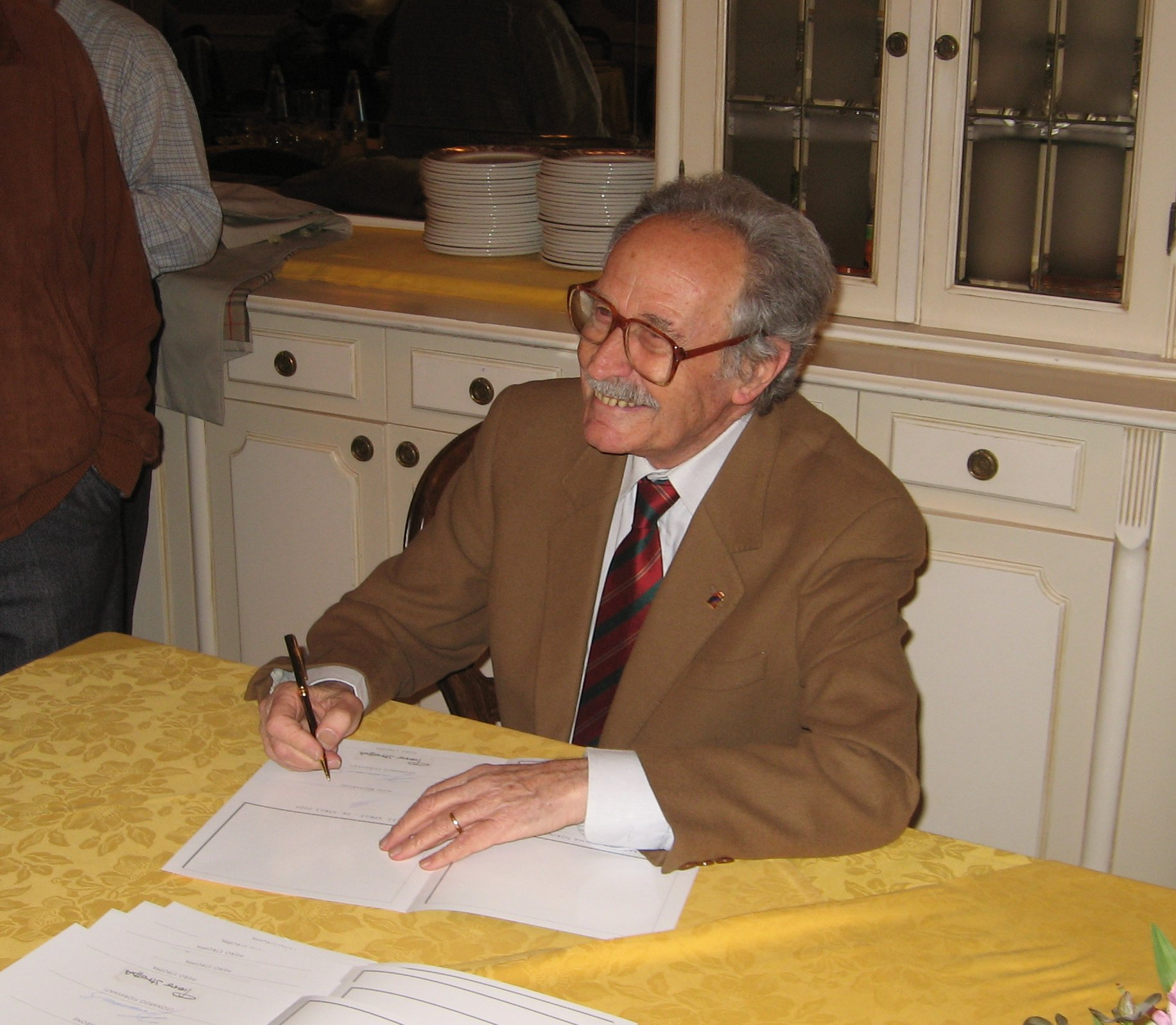
Aldo Brovarone (2009)

Aldo Brovarone (* 24. Juni 1926 in Vigliano Biellese, Piemont, Italien; † 12. Oktober 2020 in Turin) war ein italienischer Automobildesigner, der über 30 Jahre lang für Pininfarina tätig war und sowohl Oberklasse- als auch Großserienfahrzeuge gestaltete.

## Leben
Aldo Brovarone wurde 1926 in einer Gemeinde in der Nähe Biellas im norditalienischen Piemont geboren. Er absolvierte ein technisches und kaufmännisches Hochschulstudium („Studi tecnico-commerciali“) und hatte anfänglich das Ziel, in einem der textilverarbeitenden Unternehmen, die für die Wirtschaft Biellas prägend sind, tätig zu sein. Infolge der Auswirkungen des Zweiten Weltkriegs konnte Brovarone sein Studium nicht beenden. Nach Kriegsende arbeitete er zunächst als Zeichner. 1949 ging Brovarone nach Argentinien, wo er in Buenos Aires für eine Werbeagentur als Grafiker tätig war. Dort kam er zufällig in Kontakt mit Piero Dusio, dem Gründer des italienischen Sportwagenherstellers Cisitalia, der nach wirtschaftlichen Schwierigkeiten in seinem Heimatland in Argentinien den Versuch eines Neuanfangs unternahm. In Dusios Auftrag kehrte Brovarone 1952 nach Italien zurück und arbeitete zunächst kurzzeitig für Cisitalia. Eine Empfehlung Dusios ermöglichte ihm im folgenden Jahr eine Anstellung bei Pininfarina, einem der führenden Stilisten Italiens, die bis 1988 bestand. 
Nach seinem Eintritt in den Ruhestand arbeitete Brovarone gelegentlich für den Turiner Karosseriehersteller Stola. 

## Pininfarina
Bei Pininfarina erfuhr Brovarone eine Designausbildung durch Francesco Salomone und Franco Martinengo. Anfänglich fertigte Brovarone Detailzeichnungen für die Entwürfe anderer Pininfarina-Designer, ab Mitte der 1950er-Jahre verantwortete er auch das Design ganzer Karosserien. Insgesamt werden nur wenige Pininfarina-Entwürfe Brovarone allein zugeschrieben; zumeist arbeitete er mit anderen Pininfarina-Designern zusammen, in den 1970er-Jahren vor allem mit Leonardo Fioravanti.
Als Brovarones erster Entwurf gilt eine Spezialkarosserie für den Maserati A6GCS. Zwei Jahre später verantwortete Brovarone das Design eines Einzelexemplars des Ferrari 375 America, das von Gianni Agnelli in Auftrag gegeben worden war. Der 1955 vorgestellte Wagen, der als Ferrari 375 America Agnelli bekannt ist, hatte ein außergewöhnliches Frontdesign mit einer großen Kühleröffnung, eine sehr lange Motorhaube und eine vordere Panoramascheibe. Nur wenige Designmerkmale des Autos wurden später für Serienmodelle übernommen.
1960 gestaltete Brovarone erstmals ein Show Car: Der Aufbau des Ferrari Superfast II, einer Studie, die 1960 öffentlich vorgestellt wurde, geht weitgehend auf ihn zurück. Die Form bildete die stilistische Grundlage für die zweite Serie des Ferrari 400 Superamerica; lediglich die Klappscheinwerfer der Studie wurden nicht in die Serienproduktion übernommen.
1965 gestaltete Brovarone den Dino Berlinetta Speciale, aus dem zwei Jahre später nach einer Überarbeitung zusammen mit Leonardo Fioravanti der Ferrari Dino 206 wurde, Ferraris erster in Serie hergestellter Straßensportwagen mit Mittelmotor.
In den folgenden Jahren beschäftigte sich Brovarone mit der Gestaltung von Großserienfahrzeugen. Er war unter anderem für die äußere Form der Peugeot 504 Limousine verantwortlich. 1976 debütierte das von Brovarone gestaltete Lancia Gamma Coupé, das als eines der schönsten Serienfahrzeuge der 1970er-Jahre und zugleich als Brovarones bester Entwurf gilt. Auch der Gamma Scala und der Olgiata, vier- bzw. dreitürige Sonderversionen des Gamma Coupé, gehen auf Brovarone zurück.
1974 war Brovarone als Nachfolger Paolo Martins etwa ein Jahr lang Pininfarinas Designchef.
Nach seinem Eintritt in den Ruhestand entwarf Brovarone noch einige Studien und Einzelstücke, die unter anderem von der Carrozzeria Stola bzw. das damit verwandte Unternehmen Studiotorino realisiert wurden. Studiotorino entwickelte im 21. Jahrhundert unter anderem einige Detaillösungen für den deutschen Sportwagenhersteller Ruf, die teilweise von Brovarone vorbereitet worden waren.

## Galerie

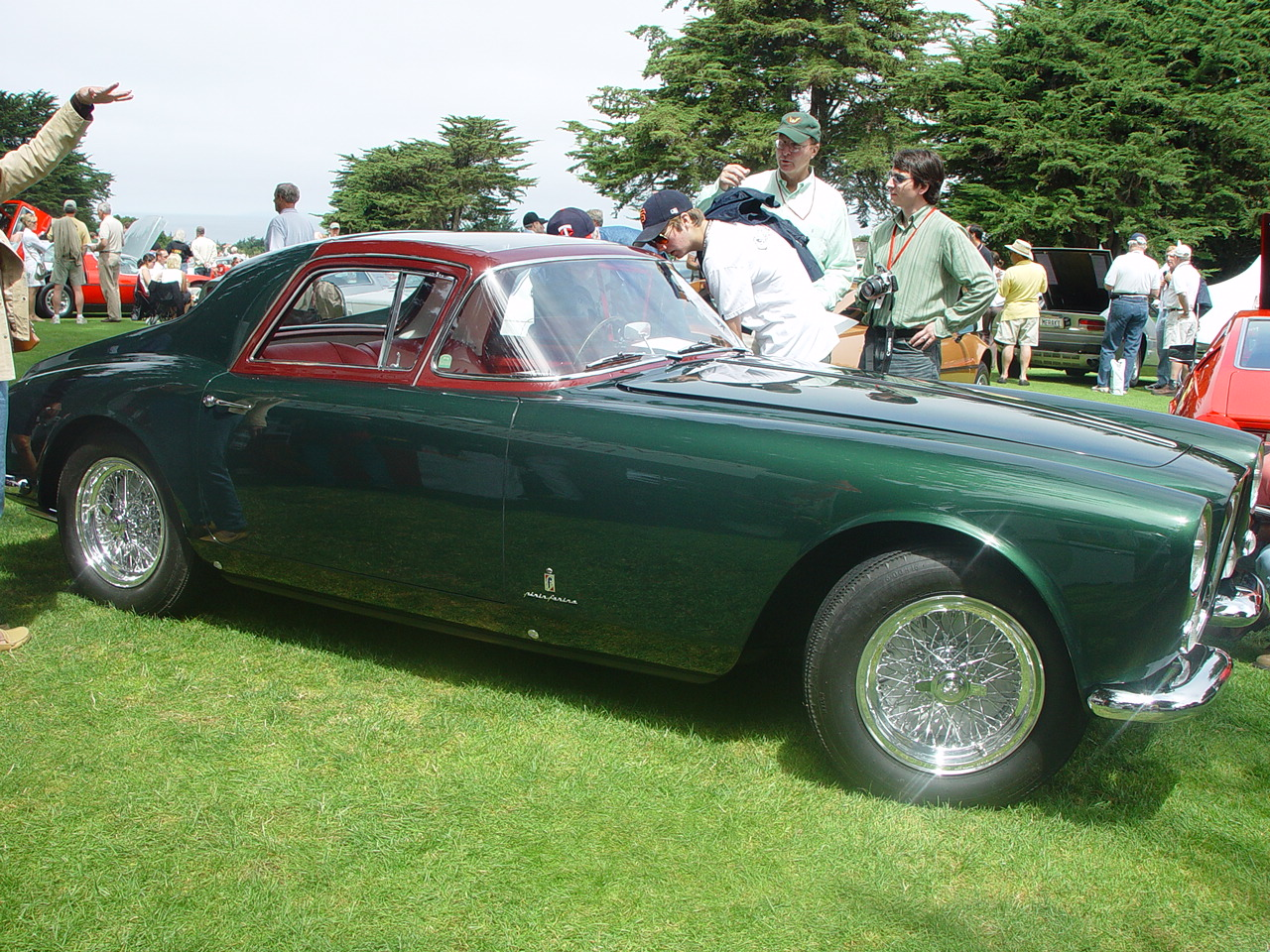
Ferrari 375 America Agnelli
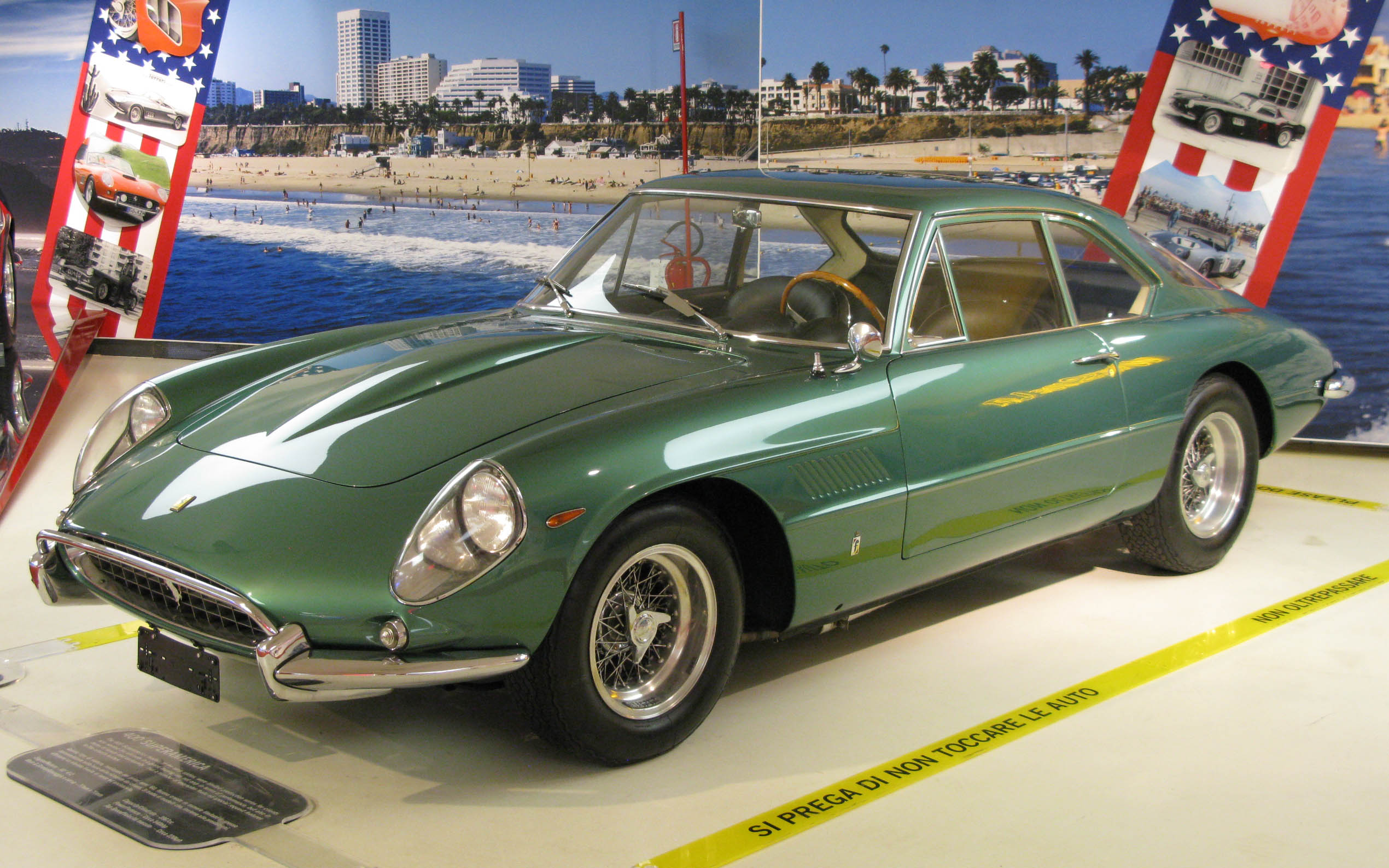
Ferrari 400 Superamerica II
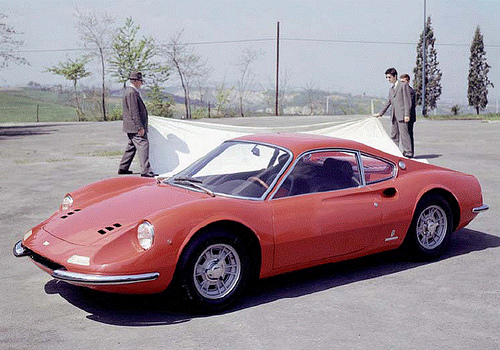
Ferrari Dino 206 GT
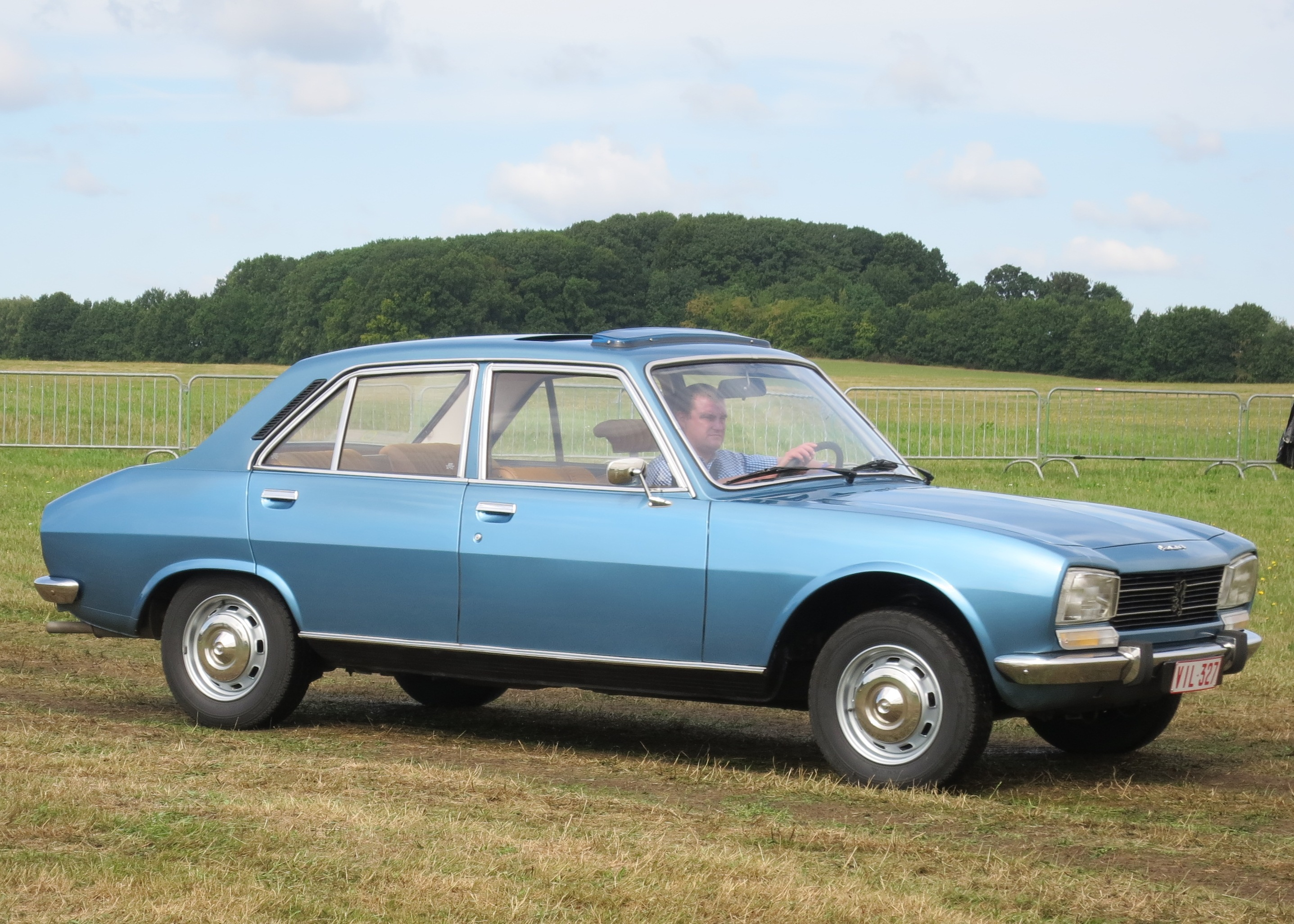
Peugeot 504
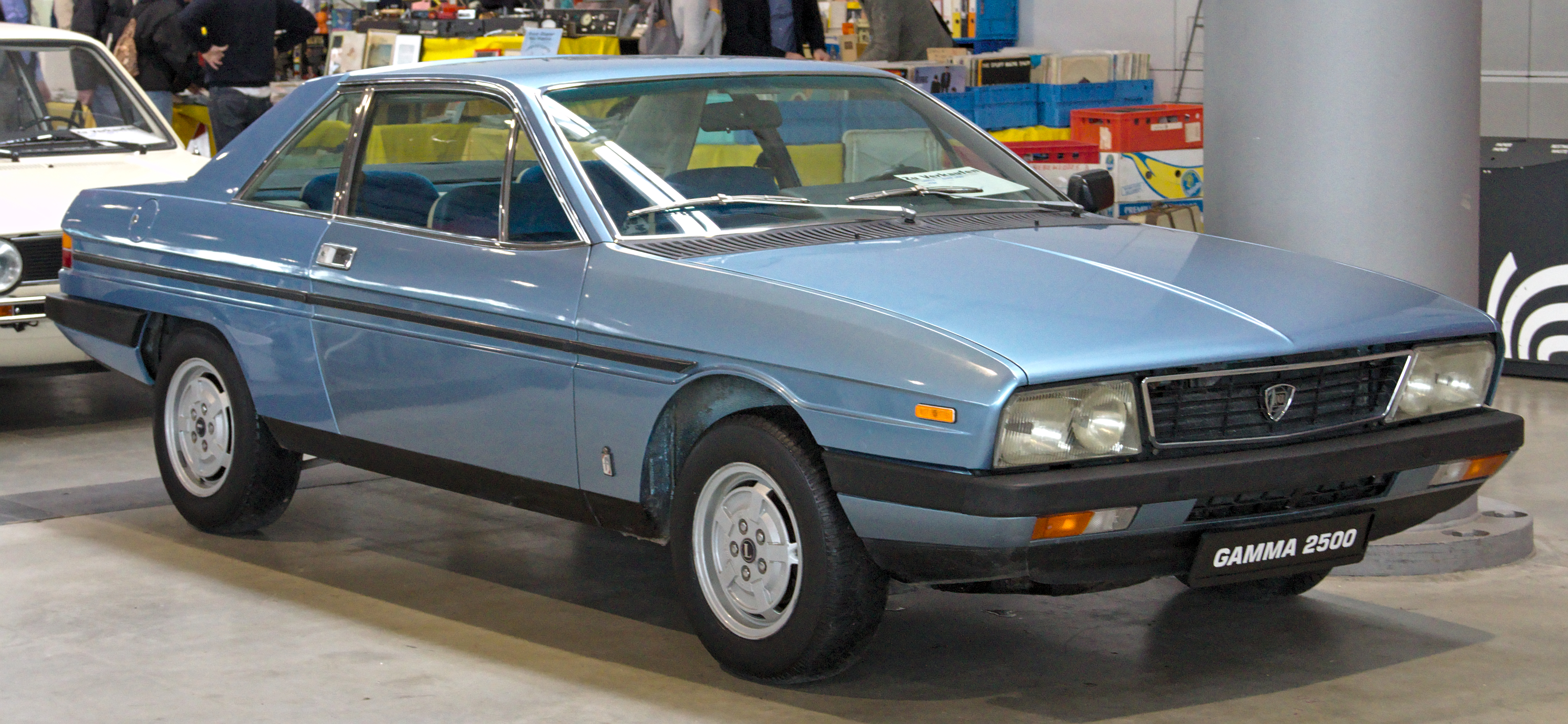
Lancia Gamma Coupé